# Robert Charron
Pour les articles homonymes, voir Charron.
Robert Charron est un boxeur français né le 23 juin 1918 à Buxerolles et mort le 11 mars 1995 à Archigny.

## Carrière de boxeur
Passé professionnel en 1942, il devient champion de France des poids moyens le 1er décembre 1944 au cirque d'hiver après sa victoire aux points contre Edouard Tenet. Alors invaincu en 30 combats, il conserve son titre en dominant l'ancien champion olympique Jean Despeaux le 26 janvier 1945 puis perd contre Assane Diouf au stade Roland-Garros le 17 juin suivant. Sa carrière est également marquée par d'autres combats perdus face à Laurent Dauthuille (trois fois entre 1946 et 1948), Marcel Cerdan le 25 mai 1946 et Robert Villemain le 23 février 1948. Il met un terme à sa carrière de boxeur professionnel la même année sur un bilan de 43 victoires, 13 défaites et 2 matchs nuls.

## Famille
Il est le père du cycliste Patrick Charron, notamment second de Paris-Roubaix amateurs en 1967, et condamné en 2001 pour « trafic et incitation à la consommation de produits dopants » dans l'affaire dite du pot belge.
Son beau-père, Georges Musset (1897-1942), le père de son épouse Odette née à Nanterre le 22 avril 1924, conseiller municipal communiste de Nanterre, meurt en juillet 1942 à Auschwitz.